# Liste des milliardaires du monde des années 2020
Cet article présente la liste des vingt plus riches milliardaires du monde des années 2020 par année. Les données se basent sur le site du magazine américain Forbes. Le classement ne prend cependant pas en compte les fortunes publiques comme celles possédées par les familles royales. Les données sont exprimées en dollars ($), la donnée exprimée dans la suite du classement.

Quelques personnalités parmi les plus riches du monde dans les années 2020
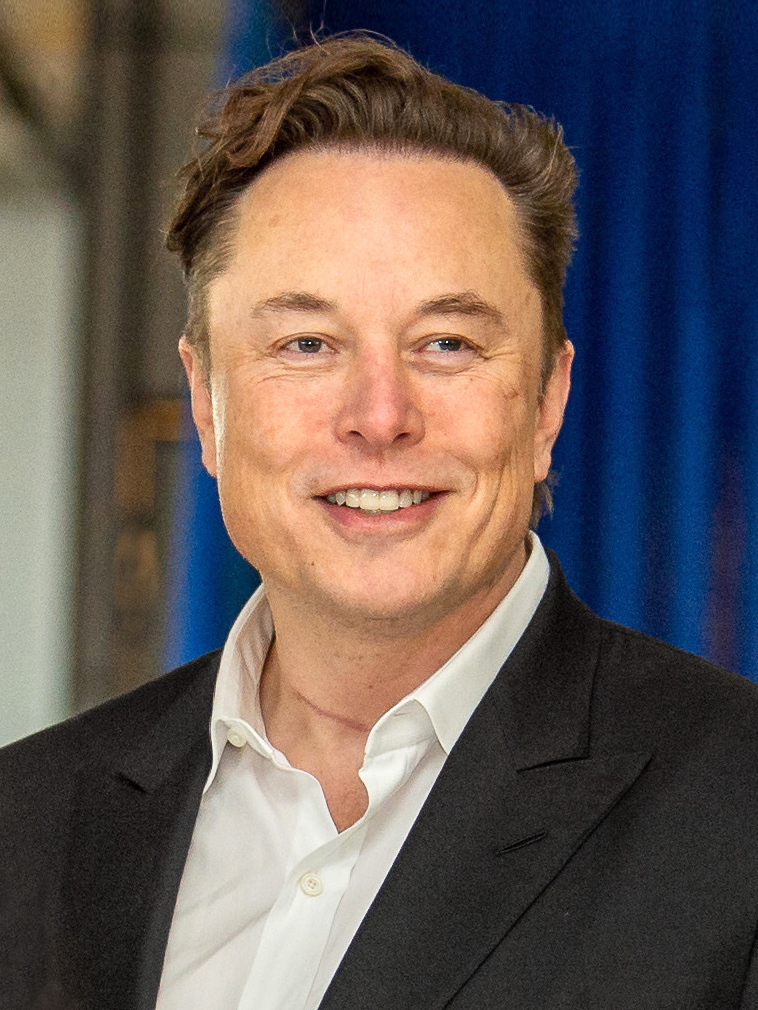
Elon Musk
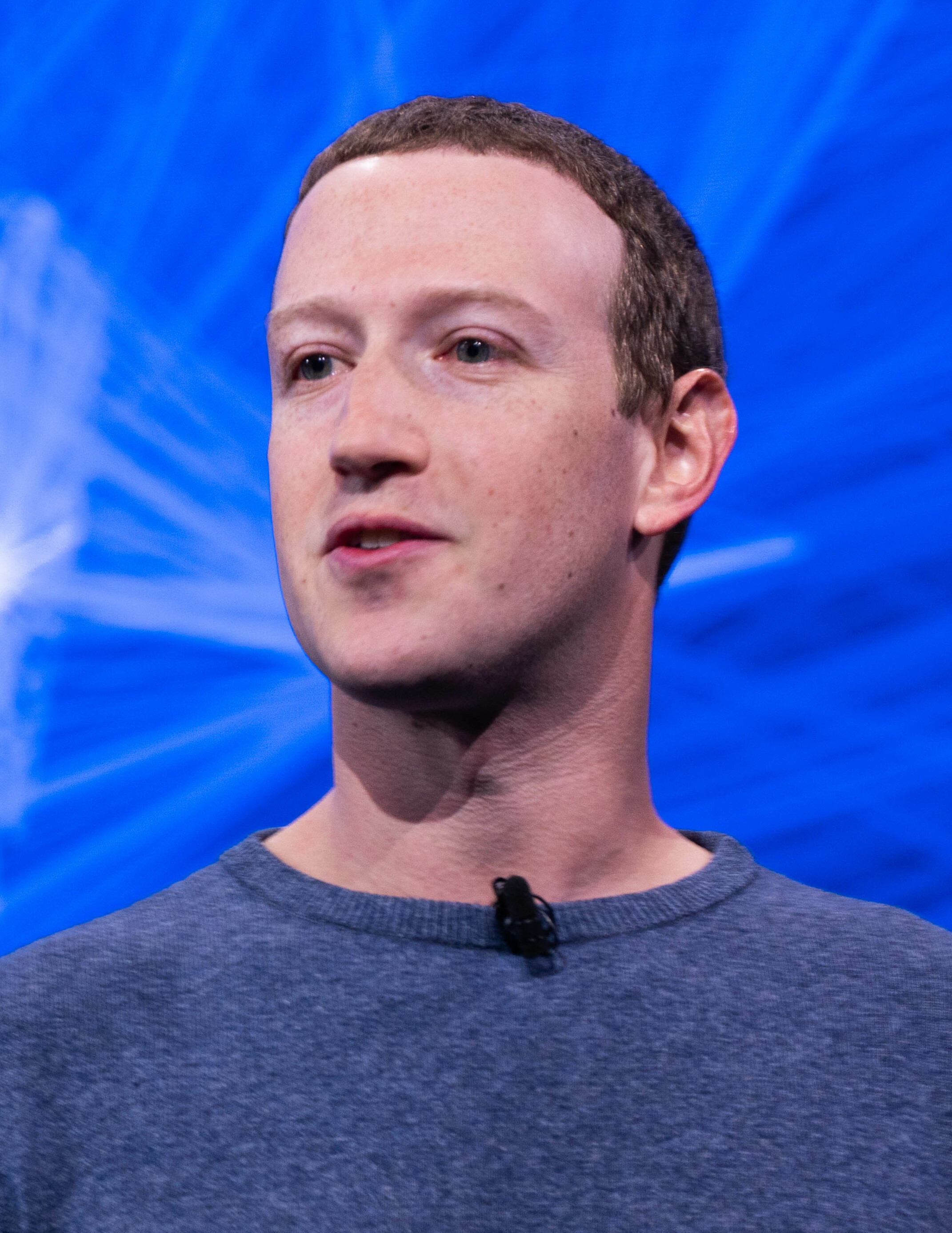
Mark Zuckerberg
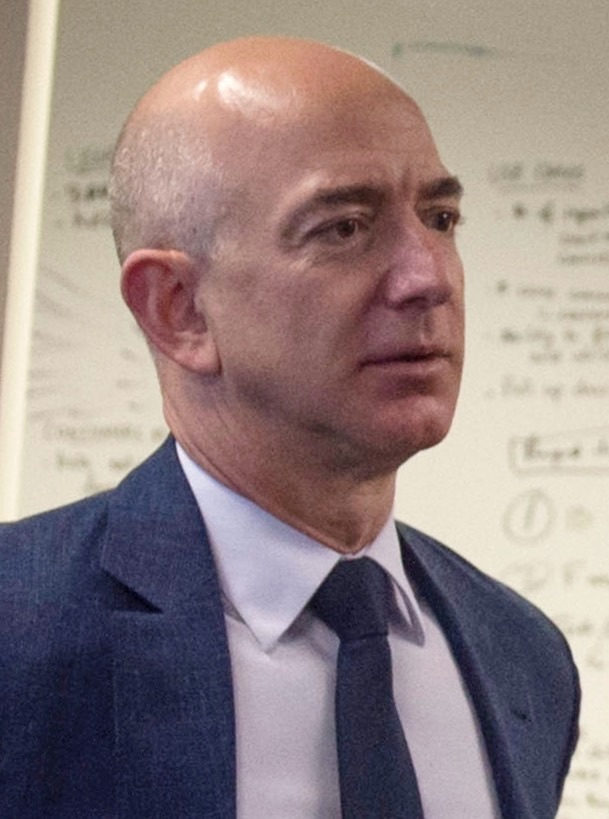
Jeff Bezos
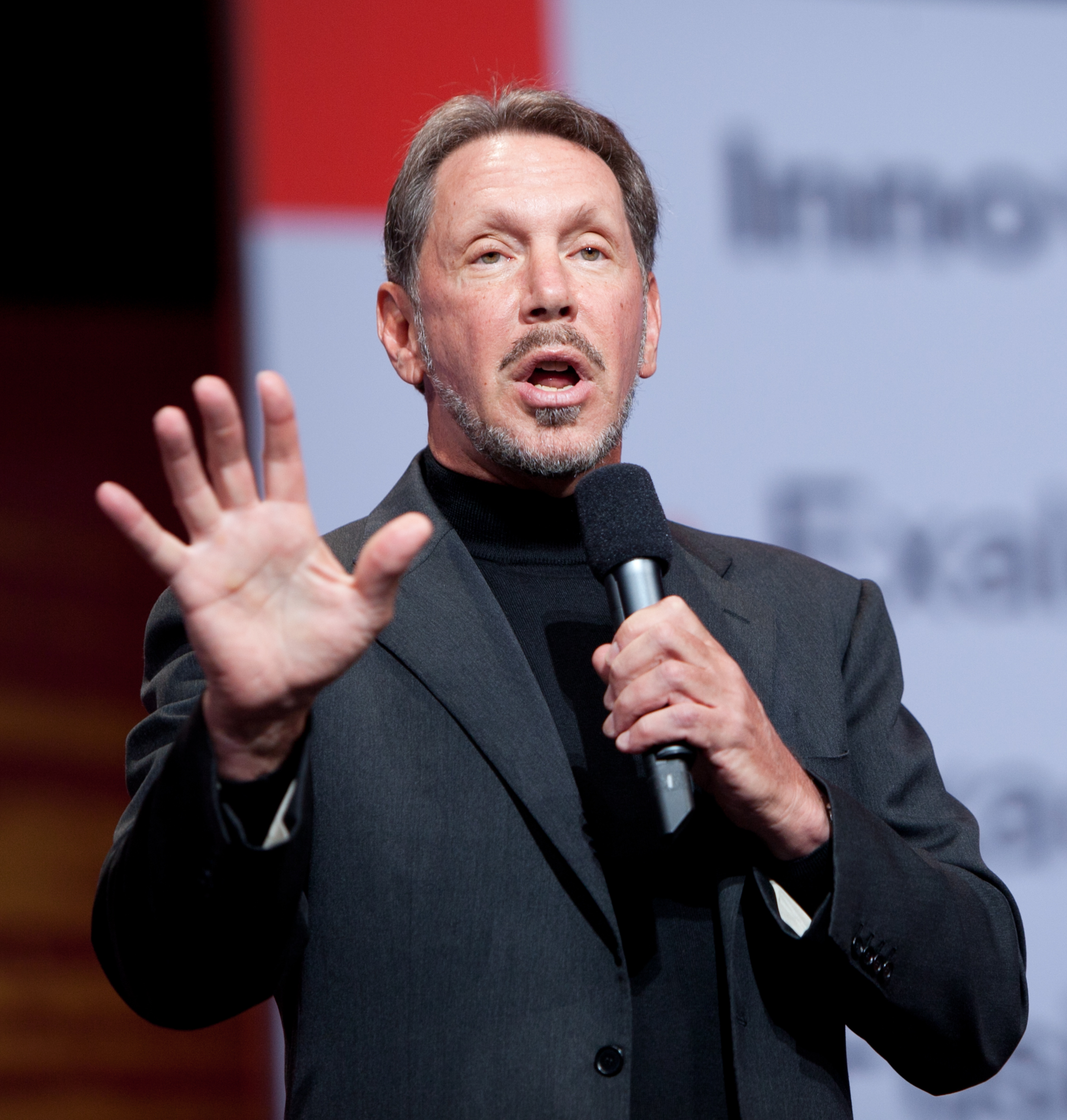
Larry Ellison
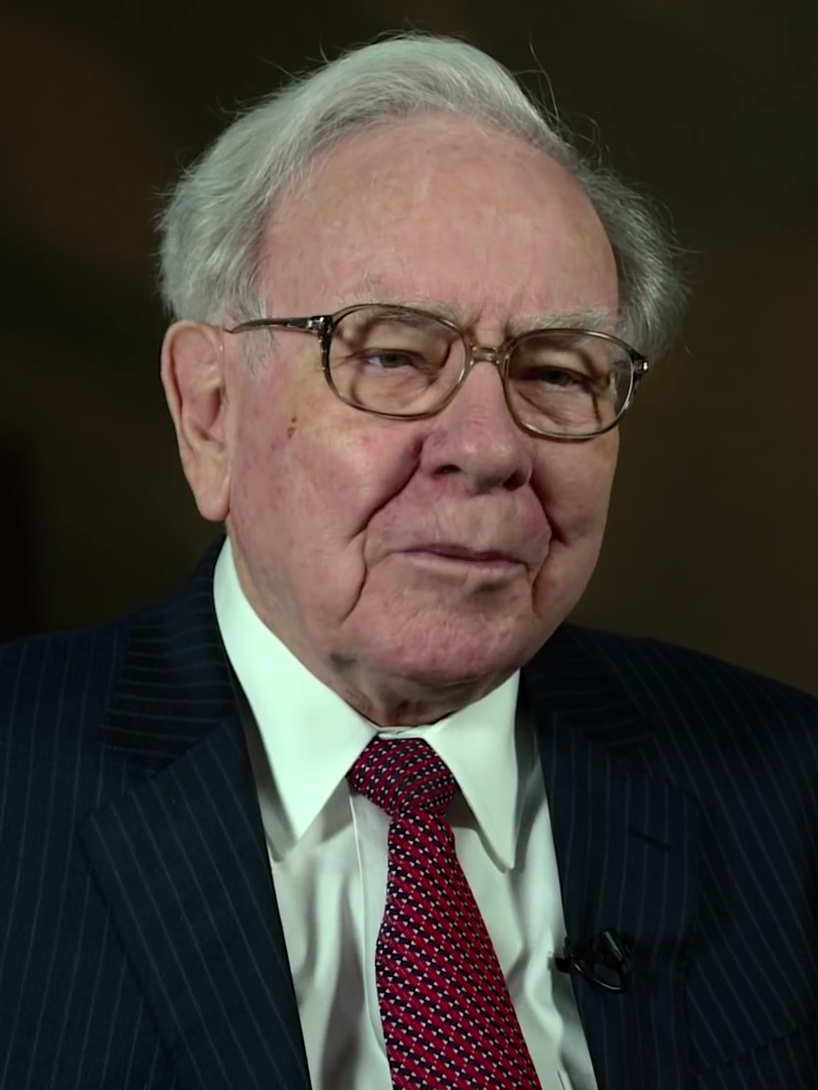
Warren Buffett
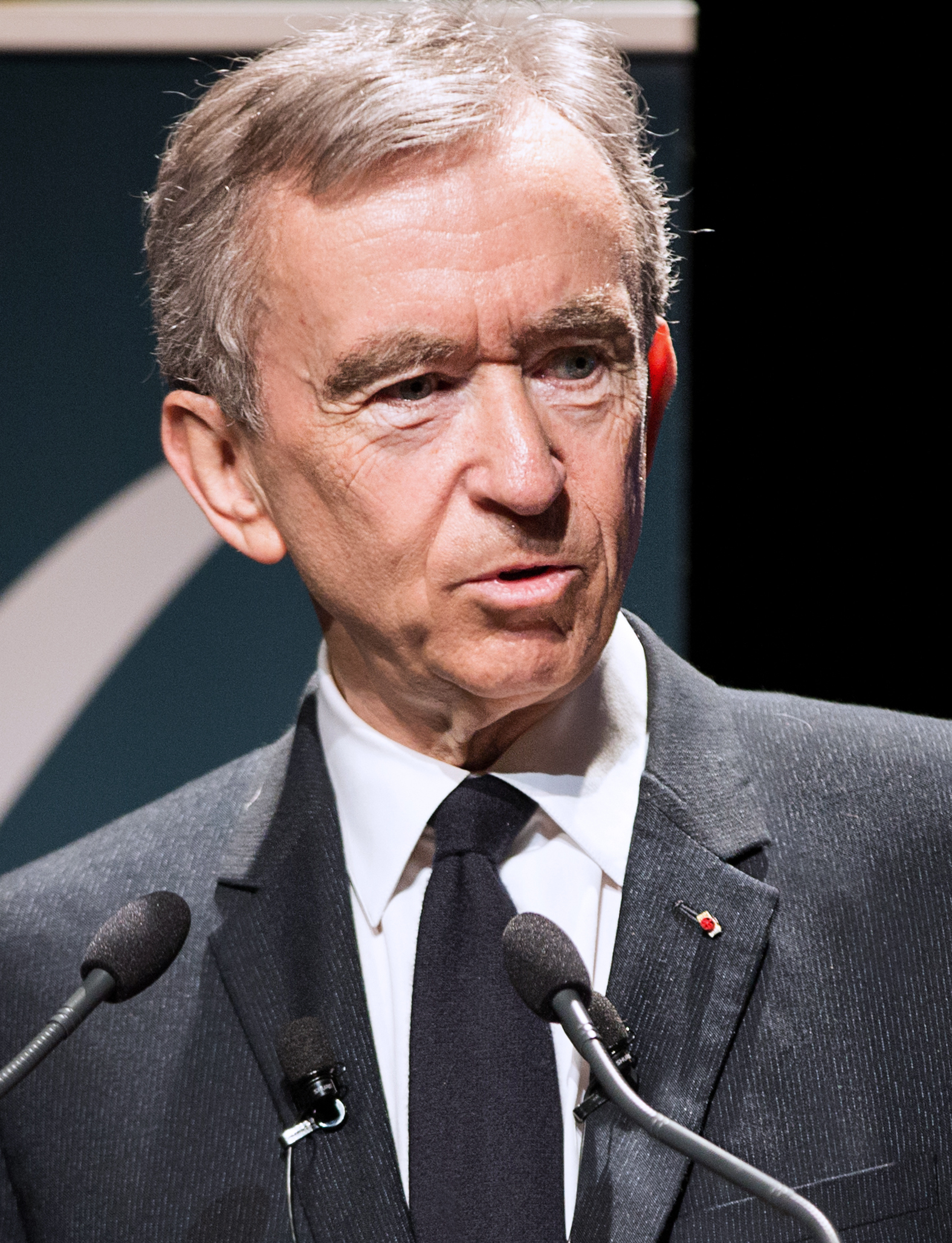
Bernard Arnault
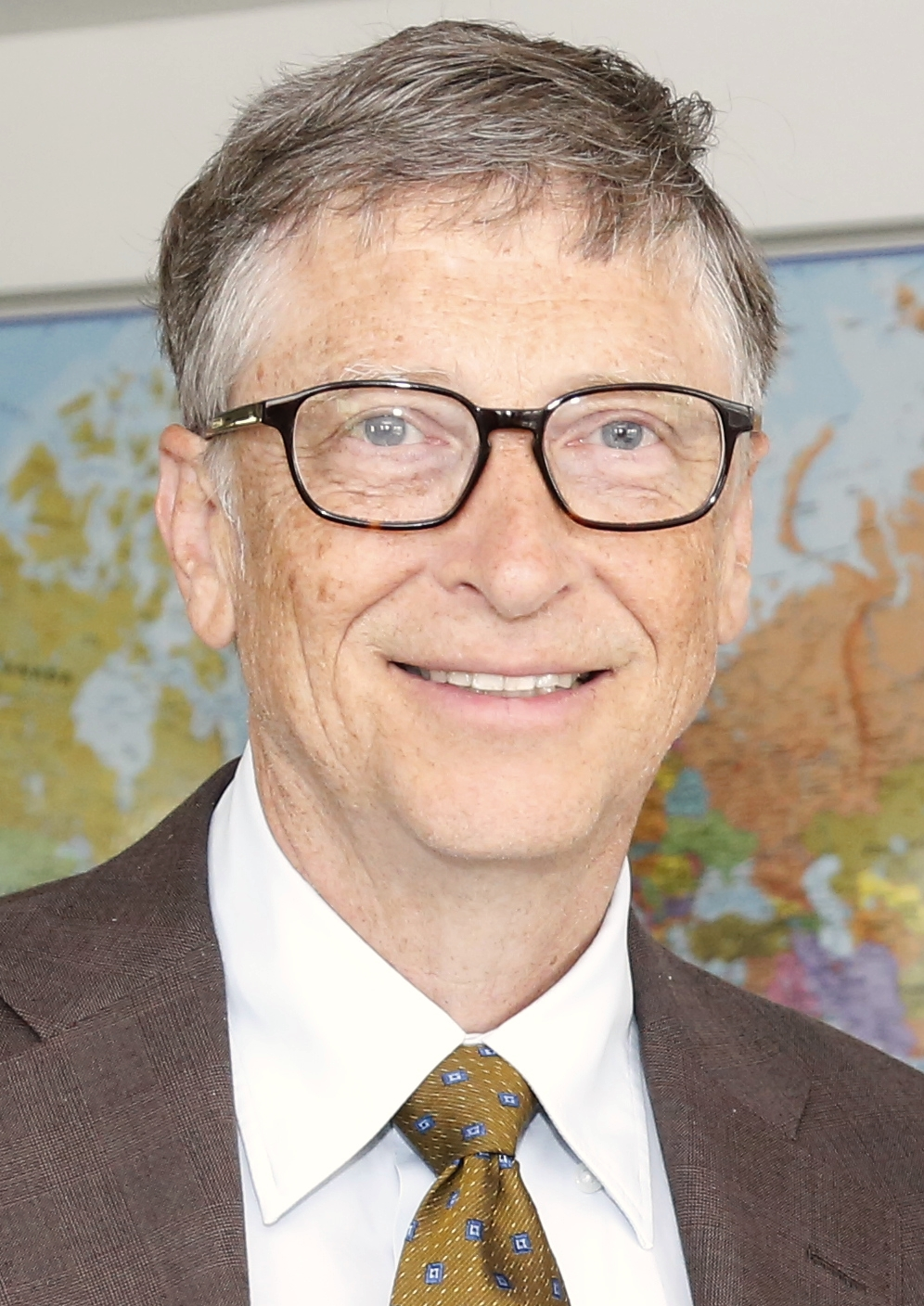
Bill Gates
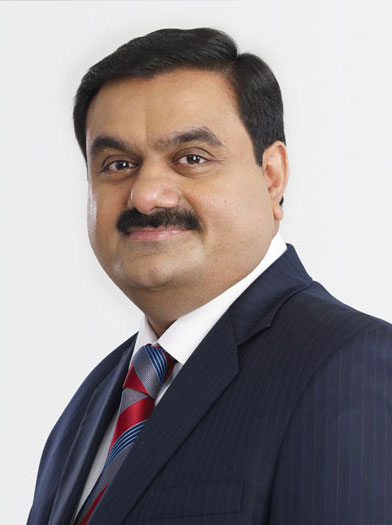
Gautam Adani

## 2020

### Historique
Le fondateur d'Amazon, Jeff Bezos, qui voit sa fortune augmenter de 30,6 % pendant la pandémie de Covid-19, reste premier du classement, place obtenue en 2018.

### Classement
| Légende         | Légende                       |
| Icônes          | Description                   |
| --------------- | ----------------------------- |
| en stagnation   | Pas de changement depuis 2019 |
| en augmentation | En progrès depuis 2019        |
| en diminution   | En recul depuis 2019          |

| #  | Nom                          | Fortune (en dollars américains) au 31 décembre 2020 | Pays       | Entreprise ou secteur |
| -- | ---------------------------- | --------------------------------------------------- | ---------- | --------------------- |
| 1  | Jeff Bezos                   | 113 milliards                                       | États-Unis | Amazon                |
| 2  | Bill Gates                   | 98 milliards                                        | États-Unis | Microsoft             |
| 3  | Bernard Arnault              | 76 milliards                                        | France     | LVMH                  |
| 4  | Warren Buffett               | 67.5 milliards                                      | États-Unis | Berkshire Hathaway    |
| 5  | Larry Ellison                | 59 milliards                                        | États-Unis | Oracle                |
| 6  | Amancio Ortega               | 55.1 milliards                                      | Espagne    | Inditex               |
| 7  | Mark Zuckerberg              | 54.7 milliards                                      | États-Unis | Facebook              |
| 8  | Jim Walton                   | 54.6 milliards                                      | États-Unis | Walmart               |
| 9  | Alice Walton                 | 54.4 milliards                                      | États-Unis | Walmart               |
| 10 | S. Robson Walton             | 54.1 milliards                                      | États-Unis | Walmart               |
| 11 | Steve Ballmer                | 52.7 milliards                                      | États-Unis | Microsoft             |
| 12 | Carlos Slim Helú             | 52.1 milliards                                      | Mexique    | América Móvil         |
| 13 | Larry Page                   | 50.9 milliards                                      | États-Unis | Google                |
| 14 | Sergey Brin                  | 49.1 milliards                                      | États-Unis | Google                |
| 15 | Françoise Bettencourt Meyers | 48.9 milliards                                      | France     | L'Oréal               |
| 16 | Michael Bloomberg            | 48 milliards                                        | États-Unis | Bloomberg LP          |
| 17 | Jack Ma                      | 38.8 milliards                                      | Chine      | Alibaba Group         |
| 18 | Charles Koch                 | 38.2 milliards                                      | États-Unis | Koch Industries       |
| 19 | Julia Koch                   | 38.2 milliards                                      | États-Unis | Koch Industries       |
| 20 | Ma Huateng                   | 38.1 milliards                                      | Chine      | Tencent Holdings      |

## 2021

### Historique
- Le classement est dominé par Elon Musk, Bernard Arnault et Jeff Bezos complètent le podium.
- Seuls Jeff Bezos, Bernard Arnault et Elon Musk ont été premiers durant l'année.
- La première femme est Françoise Bettencourt Meyers, elle se situe en onzième position du classement[5].

### Classement
| Icônes          | Description                   |
| --------------- | ----------------------------- |
| en stagnation   | Pas de changement depuis 2020 |
| en augmentation | En progrès depuis 2020        |
| en diminution   | En recul depuis 2020          |

| Rang | Nom                                     | Fortune (en $) au 31 décembre 2021 | Pays       | Entreprise          |
| ---- | --------------------------------------- | ---------------------------------- | ---------- | ------------------- |
| 1    | Elon Musk                               | 271.7 milliards                    | États-Unis | Tesla, SpaceX       |
| 2    | Bernard Arnault et famille              | 198.8 milliards                    | France     | LVMH                |
| 3    | Jeffrey Bezos                           | 192.6 milliards                    | États-Unis | Amazon              |
| 4    | Bill Gates                              | 138.3 milliards                    | États-Unis | Microsoft           |
| 5    | Lawrence Page                           | 123.5 milliards                    | États-Unis | Google              |
| 6    | Mark Zuckerberg                         | 120.3 milliards                    | États-Unis | Facebook            |
| 7    | Larry Ellison                           | 119.7 milliards                    | États-Unis | Oracle              |
| 8    | Sergey Brin                             | 119.0 milliards                    | États-Unis | Google              |
| 9    | Warren Buffett                          | 108.6 milliards                    | États-Unis | Berkshire Hathaway  |
| 10   | Steven Ballmer                          | 105.8 milliards                    | États-Unis | Microsoft           |
| 11   | Françoise Bettencourt Meyers et famille | 92.8 milliards                     | France     | L'Oréal             |
| 12   | Mukesh Ambani                           | 90.7 milliards                     | Inde       | Reliance Industries |
| 13   | Carlos Slim Helú et famille             | 85.1 milliards                     | Mexique    | Grupo Carso         |
| 14   | Zhong Shanshan                          | 80.1 milliards                     | Chine      | Nongfu Spring       |
| 15   | Gautam Adani et famille                 | 78.7 milliards                     | Inde       | Adani Group         |
| 16   | Amancio Ortega                          | 75.0 milliards                     | Espagne    | Zara                |
| 17   | Michael Bloomberg                       | 70.0 milliards                     | États-Unis | Bloomberg LP        |
| 18   | James Walton                            | 67.2 milliards                     | États-Unis | Walmart             |
| 19   | Alice Walton                            | 66.2 milliards                     | États-Unis | Walmart             |
| 20   | Robson Walton                           | 65.9 milliards                     | États-Unis | Walmart             |

## 2022

### Historique
- Le classement est dominé par Bernard Arnault.
- Seuls Elon Musk et Bernard Arnault[6] ont été premiers durant l'année[7].
- La première femme du classement est Françoise Bettancourt-Meyers qui est quatorzième sur la liste.[réf. souhaitée]

### Classement
| Icônes          | Description                   |
| --------------- | ----------------------------- |
| en stagnation   | Pas de changement depuis 2021 |
| en augmentation | En progrès depuis 2021        |
| en diminution   | En recul depuis 2021          |

| Rang | Nom                                     | Fortune (en $) au 31 décembre 2022 | Pays       | Entreprise          |
| ---- | --------------------------------------- | ---------------------------------- | ---------- | ------------------- |
| 1    | Bernard Arnault et famille              | 179.2 milliards                    | France     | LVMH                |
| 2    | Elon Musk                               | 146.5 milliards                    | États-Unis | Tesla, SpaceX       |
| 3    | Gautam Adani et sa famille              | 127.8 milliards                    | Inde       | Adani Group         |
| 4    | Warren Buffett                          | 107.6 milliards                    | États-Unis | Berkshire Hathaway  |
| 5    | Jeffrey Bezos                           | 107.3 milliards                    | États-Unis | Amazon              |
| 6    | Bill Gates                              | 103.3 milliards                    | États-Unis | Microsoft           |
| 7    | Larry Ellison                           | 102.4 milliards                    | États-Unis | Oracle              |
| 8    | Mukesh Ambani                           | 89.7 milliards                     | Inde       | Reliance Industries |
| 9    | Carlos Slim Helú et famille             | 81.2 milliards                     | Mexique    | Grupo Carso         |
| 10   | Steven Ballmer                          | 78.5 milliards                     | États-Unis | Microsoft           |
| 11   | Lawrence Page                           | 77.3 milliards                     | États-Unis | Google              |
| 12   | Michael Bloomberg                       | 76.8 milliards                     | États-Unis | Bloomberg LP        |
| 13   | Sergey Brin                             | 74.2 milliards                     | États-Unis | Google              |
| 14   | Françoise Bettencourt Meyers et famille | 71.8 milliards                     | France     | L'Oréal             |
| 15   | Zhong Shanshan                          | 67.8 milliards                     | Chine      | Nongfu Spring       |
| 16   | Amancio Ortega Gaona                    | 64.2 milliards                     | Espagne    | Inditex             |
| 17   | James Walton                            | 60.8 milliards                     | États-Unis | Walmart             |
| 18   | S. Robson Walton                        | 59.6 milliards                     | États-Unis | Walmart             |
| 19   | Alice Walton                            | 58.6 milliards                     | États-Unis | Walmart             |
| 20   | Charles Koch                            | 58.3 milliards                     | États-Unis | Koch Industries     |

## 2023

### Historique
- Le classement est dominé par Elon Musk.
- Seuls Bernard Arnault[8] et Elon Musk[9] ont été premiers durant l'année.
- La première femme du classement est Alice Walton qui est dix-huitième.

| Icônes          | Description                   |
| --------------- | ----------------------------- |
| en stagnation   | Pas de changement depuis 2022 |
| en augmentation | En progrès depuis 2022        |
| en diminution   | En recul depuis 2022          |

### Classement
| Rang | Nom                                     | Fortune (en $) au 31 décembre 2023 | Pays       | Entreprise                                |
| ---- | --------------------------------------- | ---------------------------------- | ---------- | ----------------------------------------- |
| 1    | Elon Musk                               | 251.3 milliards                    | États-Unis | Tesla, SpaceX, x.com (Twitter), Neuralink |
| 2    | Bernard Arnault et sa famille           | 200.7 milliards                    | France     | LVMH                                      |
| 3    | Jeffrey Bezos                           | 174.2 milliards                    | États-Unis | Amazon                                    |
| 4    | Larry Ellison                           | 135.3 milliards                    | États-Unis | Oracle                                    |
| 5    | Mark Zuckerberg                         | 125.3 milliards                    | États-Unis | Meta                                      |
| 6    | Bill Gates                              | 119.6 milliards                    | États-Unis | Microsoft                                 |
| 7    | Warren Buffett                          | 118.6 milliards                    | États-Unis | Berkshire Hathaway                        |
| 8    | Lawrence Page                           | 117.2 milliards                    | États-Unis | Google                                    |
| 9    | Sergey Brin                             | 112.4 milliards                    | États-Unis | Google                                    |
| 10   | Steven Ballmer                          | 112.2 milliards                    | États-Unis | Microsoft                                 |
| 11   | Carlos Slim Helú et famille             | 105.3 milliards                    | États-Unis | Grupo Carso                               |
| 12   | Amancio Ortega Gaona                    | 101.8 milliards                    | Espagne    | Inditex                                   |
| 13   | Mukesh Ambani                           | 99.8 milliards                     | Inde       | Reliance Industries                       |
| 14   | Françoise Bettencourt Meyers et famille | 98.9 milliards                     | France     | L'Oréal                                   |
| 15   | Michael Bloomberg                       | 96.3 milliards                     | États-Unis | Bloomberg LP                              |
| 16   | Gautam Adani                            | 72.5 milliards                     | Inde       | Adani Group                               |
| 17   | Michael Dell                            | 69.4 milliards                     | États-Unis | Dell                                      |
| 18   | Zhong Shanshan                          | 67.3 milliards                     | Chine      | Nongfu Spring                             |
| 19   | James Walton                            | 66.2 milliards                     | États-Unis | Walmart                                   |
| 20   | S. Robson Walton                        | 65.5 milliards                     | États-Unis | Walmart                                   |

## 2024

### Historique
- Le classement est dominé par Elon Musk.
- Seuls Elon Musk[9] et Bernard Arnault[10] ont été premier durant l'année.
- La première femme du classement est Alice Walton qui est dix-septième[11].

### Légende
| Icônes          | Description                   |
| --------------- | ----------------------------- |
| en stagnation   | Pas de changement depuis 2023 |
| en augmentation | En progrès depuis 2023        |
| en diminution   | En recul depuis 2023          |

### Classement
| Rang | Nom                            | Fortune (en $) au 31 décembre 2024 | Pays       | Entreprise                            |
| ---- | ------------------------------ | ---------------------------------- | ---------- | ------------------------------------- |
| 1    | Elon Musk                      | 421.2 milliards                    | États-Unis | Tesla, SpaceX, X (Twitter), Neuralink |
| 2    | Jeffrey Bezos                  | 233.5 milliards                    | États-Unis | Amazon                                |
| 3    | Larry Ellison                  | 209.7 milliards                    | États-Unis | Oracle                                |
| 4    | Mark Zuckerberg                | 202.5 milliards                    | États-Unis | Meta                                  |
| 5    | Bernard Arnault et sa famille  | 168.8 milliards                    | France     | LVMH                                  |
| 6    | Lawrence Page                  | 156 milliards                      | États-Unis | Google                                |
| 7    | Sergey Brin                    | 149 milliards                      | États-Unis | Google                                |
| 8    | Warren Buffett                 | 141.7 milliards                    | États-Unis | Berkshire Hathaway                    |
| 9    | Steven Ballmer                 | 124.3 milliards                    | États-Unis | Microsoft                             |
| 10   | Jensen Huang                   | 117.2 milliards                    | États-Unis | Nvidia                                |
| 11   | Amancio Ortega Gaona           | 116.8 milliards                    | Espagne    | Inditex                               |
| 12   | Michael Dell                   | 115.7 milliards                    | États-Unis | Dell                                  |
| 13   | S. Robson Walton et sa famille | 108.9 milliards                    | États-Unis | Walmart                               |
| 14   | James Walton et sa famille     | 107.6 milliards                    | États-Unis | Walmart                               |
| 15   | Michael Bloomberg              | 104.7 milliards                    | États-Unis | Bloomberg LP                          |
| 16   | Bill Gates                     | 103.3 milliards                    | États-Unis | Microsoft                             |
| 17   | Alice Walton                   | 99.9 milliards                     | États-Unis | Walmart                               |
| 18   | Mukesh Ambani                  | 94.9 milliards                     | Inde       | Reliance Industries                   |
| 19   | Carlos Slim Helú et sa famille | 77.8 milliards                     | Mexique    | Grupo Carso                           |
| 20   | Julia Koch et sa famille       | 74.2 milliards                     | États-Unis | Koch Industries                       |

## 2025

### Historique
- Le classement est dominé par Elon Musk.
- Seul Elon Musk a été premier durant l'année[12].
- La première femme du classement est Alice Walton qui est dix-septième[13].

### Légende
| Icônes          | Description                   |
| --------------- | ----------------------------- |
| en stagnation   | Pas de changement depuis 2024 |
| en augmentation | En progrès depuis 2024        |
| en diminution   | En recul depuis 2024          |

### Classement
| Rang | Nom                                        | Fortune (en $) au 1er août 2025 | Pays       | Entreprise                            |
| ---- | ------------------------------------------ | ------------------------------- | ---------- | ------------------------------------- |
| 1    | Elon Musk                                  | 401.2 milliards                 | États-Unis | Tesla, SpaceX, X (Twitter), Neuralink |
| 2    | Larry Ellison                              | 299.6 milliards                 | États-Unis | Oracle                                |
| 3    | Mark Zuckerberg                            | 266.7 milliards                 | États-Unis | Meta                                  |
| 4    | Jeffrey Bezos                              | 246.4 milliards                 | États-Unis | Amazon                                |
| 5    | Lawrence Page                              | 158 milliards                   | États-Unis | Google                                |
| 6    | Jensen Huang                               | 154.8 milliards                 | États-Unis | Nvidia                                |
| 7    | Sergey Brin                                | 150.8 milliards                 | États-Unis | Google                                |
| 8    | Steve Ballmer                              | 148.7 milliards                 | États-Unis | Microsoft                             |
| 9    | Warren Buffett                             | 143.4 milliards                 | États-Unis | Berkshire Hathaway                    |
| 10   | Bernard Arnault et sa famille              | 139.9 milliards                 | France     | LVMH                                  |
| 11   | Michael Dell                               | 130.9 milliards                 |            | Dell                                  |
| 12   | S. Robson Walton et sa famille             | 117 milliards                   |            | Walmart                               |
| 13   | Bill Gates                                 | 116.6 milliards                 |            | Microsoft                             |
| 14   | James Walton et sa famille                 | 115.9 milliards                 |            | Walmart                               |
| 15   | Amancio Ortega Gaona                       | 112.2 milliards                 | Espagne    | Inditex                               |
| 16   | Alice Walton                               | 107.4 milliards                 |            | Walmart                               |
| 17   | Mukesh Ambani                              | 104.9 milliards                 | États-Unis | Reliance Industries                   |
| 18   | Michael Bloomberg                          | 104.7 milliards                 | États-Unis | Bloomberg LP                          |
| 19   | Carlos Slim Helú et sa famille             | 95.4 milliards                  | Mexique    | Grupo Carso                           |
| 20   | Françoise Bettencourt Meyers et sa famille | 90.7 milliards                  | France     | L'Oréal                               |